# Pierwszych piętnaście żywotów Harry’ego Augusta
Pierwszych piętnaście żywotów Harry’ego Augusta (ang. The First Fifteen Lives of Harry August)  – powieść fantastycznonaukowa brytyjskiej pisarki Catherine Webb opublikowana w 2014 roku pod pseudonimem Claire North.

## Fabuła
Główny bohater, Harry August, posiada niezwykłą cechę: po śmierci odradza się w nowym ciele w dniu swoich poprzednich narodzin, dokładnie pamiętając minione życie. Przeżył kilkanaście razy XX wiek; wiedza zdobyta w poprzednich wcieleniach pozwala mu łatwo osiągać sukcesy w następnych. Z Harrym nawiązują kontakt przedstawiciele tzw. Klubu Kronosa, tajnej organizacji ludzi o podobnych właściwościach (są oni nazywani „kalaczakrami”). Informują go, że zbliża się koniec świata i że w każdym kolejnym życiu Harry’ego koniec ten jest coraz bliższy.

## Nagrody i wyróżnienia
- nagroda Campbella dla najlepszej powieści science fiction (Stany Zjednoczone, 2015 rok)[2]
- nominacja do nagrody BSFA dla najlepszej powieści science fiction (Wielka Brytania, 2015 rok)[3]
- nominacja do nagrody im. Arthura C. Clarke’a dla najlepszej powieści science fiction (Wielka Brytania, 2015 rok)[4]
- nominacja do nagrody Audie (audiobook roku) (Stany Zjednoczone, 2015 rok, kategoria science fiction)[5]
- nominacja w plebiscycie Książka Roku 2015 portalu Lubimyczytać.pl (Polska, 2015, kategoria science fiction)[6]
- nagroda Ignotus dla najlepszej powieści science fiction (Hiszpania, 2016 rok, kategoria powieść zagraniczna)[7]
- nominacja do nagrody Seiun dla najlepszej powieści science fiction (Japonia, 2017 rok, kategoria utwór obcojęzyczny w przekładzie na język japoński)[8]

Pierwszych piętnaście żywotów Harry’ego Augusta włączono również do oferty trzech brytyjskich klubów książki (Richard and Judy Book Club, Waterstones Book Club i BBC Radio 2 Book Club).

## Polskie wydanie
Polskie wydanie powieści zostało opublikowane w 2015 roku przez wydawnictwo Świat Książki w tłumaczeniu Tomasza Wyżyńskiego.